# Koło rowerowe

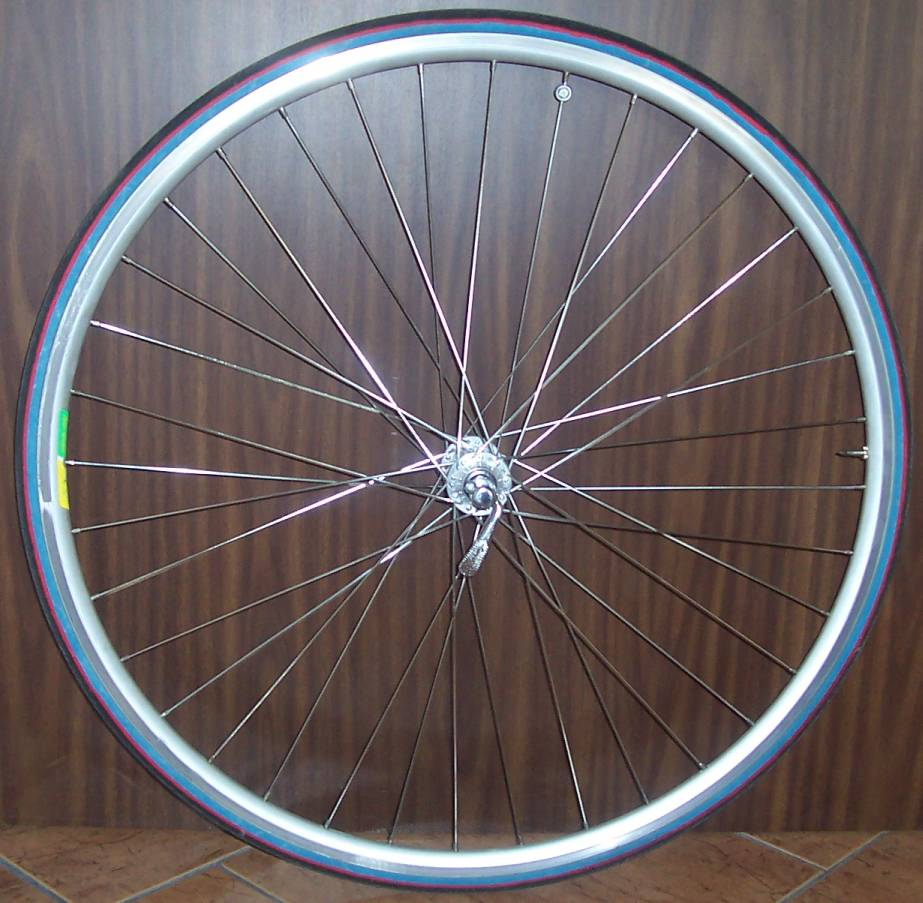
Przednie koło roweru szosowego 700×18 mm

Koło rowerowe – koło przeznaczone do stosowania w rowerze. Najczęściej jest to koło szprychowe, w którym obręcz łączona jest z piastą za pomocą naprężonych szprych.

## Budowa koła
Typowe koło rowerowe składa się z piasty, do której są przymocowane łebki szprych. Szprychy łączą piastę z obręczą, poprzez specjalne gwintowane mocowania zwane nyplami, umożliwiające odpowiednie naciągnięcie szprych i przez to wycentrowanie koła. Na obręcz zakłada się zwykle dętkę oraz oponę. Koło montuje się do ramy, za pomocą śrub lub zapięć uchylno-sprężynowych zwanych z angielska „Quick Release”, a po polsku: „zaciskami”.
Niektóre nowsze rowery górskie, przełajowe oraz szosowe są wyposażone w standard mocowania kół Thru-axle, polega on na zastosowaniu szerszej osi, która jest pusta w środku, oraz ma gwint na końcu. Oś wkręca się do ramy lub widelca, co powoduje, że zamontowane koło znajduje się zawsze w tej samej pozycji oraz że zacisk nie ma tendencji do przemieszczania się podczas mocniejszych uderzeń kołem o podłoże w odróżnieniu do zacisków w standardzie QR.
Standardy osi mocujących
Dzisiejsze standardy mocowania kół w rowerach opierają się na dwóch rozwiązaniach (Quick Release – Szybkozamykacz, Thru-axle – Sztywna Oś), lecz w różnych wariacjach:
Quick Release (Szybkozamykacz)
- 9 mm/130 mm
- 9 mm/135 mm
- 10 mm/135 mm

Thru-axle (Sztywna Oś)
- Tył:
  - 12 mm/142 mm
  - 12 mm/135 mm
- Przód:
  - 12 mm/100 mm
  - 15 mm/100 mm[3]

W niektórych rodzajach kół zamiast dętek i opon stosuje się opony bezdętkowe. Są one lżejsze i bardziej odporne na drobne przebicia poprzez zastosowanie mleczka uszczelniającego, ale kosztowniejsze i trudniejsze w obsłudze w odróżnieniu od zestawów dętkowych.
Niektóre rodzaje kół rowerowych nie mają niezależnych szprych i obręczy, lecz wykonane są z odlewów karbonowych lub aluminiowych, które tworzą koła pełne albo mające od 3 do 5 ramion.

## Rodzaje kół dostępnych w handlu

### Koła szprychowe
Koła stosowane w drogich rowerach sportowych są najczęściej kupowane osobno, od razu w całości.
Producenci tych kół starają się tak dobierać części, z których są one zmontowane, aby maksymalnie je „odchudzić” przy zachowaniu ich wysokiej trwałości. Montaż tych kół – zwłaszcza ich centrowanie i wyrównoważanie – jest wykonywane automatycznie i dokładnie kontrolowane.
Koła szprychowe mają szereg rozlicznych zalet, dzięki czemu wciąż są bardzo popularne. Są bardzo lekkie, łatwo można je zmontować, a uszkodzenie jednej z ich części nie oznacza konieczności wymiany całego koła.
Na trwałość kół szprychowych znaczenie ma dobre równomierne i odpowiednie naprężenie szprych. Centrowanie polega na naciągnięciu wszystkich szprych tak, aby koło nie miało bić bocznych i promieniowych („jajowate koło”), a także, aby znajdowało się pośrodku między widełkami w ramie.
Szprychy w kołach zaplata się zwykle na „dwa” lub „trzy krzyże” – tzn. każda szprycha krzyżuje się dwukrotnie (raz od góry i raz z dołu) z innymi szprychami (lub trzykrotnie – wtedy każda szprycha jest prowadzona nad dwiema i pod jedną inną szprychą). Można je też zaplatać na „jeden krzyż” oraz na „słoneczko” – czyli bez żadnego krzyżowania. Zaplot na „słoneczko” daje najlżejsze i najsztywniejsze w pionie koło, ale jest ono mało odporne na rozcentrowanie na boki. Im więcej krzyżowań, tym koło staje się bardziej „miękkie” w pionie, ale też bardziej odporne na rozcentrowanie na boki.
Wadą kół szprychowych jest to, że w trakcie użytkowania wcześniej czy później dochodzi do jego rozcentrowywania i dlatego trzeba je od czasu do czasu centrować.

### Koła zintegrowane
Koła takie produkuje się w formie jednej skorupy, odlewanej z aluminium lub wykonanej z włókna węglowego. Koła takie mogą być pełne lub mieć 3 do 5 ramion. Koła te są całkowicie odporne na rozcentrowanie, ale za to łatwiej pękają. Koła pełne stawiają dużo mniejsze opory aerodynamiczne, ale można je stosować tylko wtedy, gdy nie wieje boczny wiatr. Przy bocznym wietrze koła spychają rower z jego toru jazdy. Dobre koła kompozytowe lub aluminiowe są drogie i dlatego nie znalazły dotąd szerszego zastosowania.
Koła zintegrowane, spotykane czasami w tańszych rowerach górskich, są zwykle bardzo ciężkie i awaryjne przez korzystanie z niższej jakości stopów metali.

## Rozmiary kół
Rozmiary kół podaje się zwykle w calach lub czasami w milimetrach. Warto zwrócić uwagę, że rozmiar koła nie jest średnicą obręczy, ale przeciętnej opony do niej przeznaczonej.
Przykładowo koła 26-calowe (standard ISO 559) posiadają obręcz o średnicy 22 cali. Koła 29-calowe (ISO 622) mają obręcze o średnicy około 24,5 cala.
W rowerach szosowych i torowych stosuje się koła 622 mm, nazywane także wraz z przeciętną oponą 700cc (w przybliżeniu 700 mm), co mniej więcej odpowiada 28 calom. Rozmiar ten jest zatwierdzony przez UCI.
Niegdyś w rowerach szosowych stosowano koła 700B – 630 mm, niekiedy mylnie nazywane 27 cali i 700A – 635 mm, niekiedy nazywane starymi 28 calami. Takie koła występują jeszcze czasem w niektórych rowerach miejskich i turystycznych.
Od niedawna zaczęły pojawiać się rowery górskie 29 cali, co odpowiada kołom ISO 622 mm wraz z grubą oponą terenową.
W rowerach górskich stosuje się koła 26 cali – ISO 559 mm – zaś w BMX-ach i rowerach do cyklotrialu stosuje się koła 20 cali. Obie te normy także są zatwierdzone przez UCI.
Oprócz tego w rozmaitych rowerach turystycznych, miejskich i dziecięcych stosuje się także koła 24″, 18″, 16″, 14″ i nawet 12″.
Zasadniczo – im większe koła, tym mają one mniejsze opory toczenia i można za ich pomocą uzyskiwać większe przełożenia i prędkości. Jednakże większe koła są cięższe, przez to trudniej jest wprawić je w ruch obrotowy (trudniej się przyspiesza) oraz stawiają one większe opory przy bocznych wiatrach.
Na gładkich nawierzchniach koła 28 – 29 cali są idealnym rozwiązaniem.
Oznaczenia informujące o rozmiarze opony znaleźć można na jej bocznej ściance. Obecnie rozmiary wszystkich opon rowerowych podawane są zgodnie z europejskim standardem ETRTO (European Tire and Rim Technical Organization)[9]. Format takiego zapisu to xx-xxx, gdzie dwie pierwsze cyfry oznaczają zewnętrzną szerokość opony w milimetrach, trzy pozostałe to wewnętrzna średnica opony także w milimetrach.
Ponieważ wielu użytkowników jest przyzwyczajonych do tradycyjnych oznaczeń calowych podawany jest też rozmiar w calach, który ma postać zapisu A × B, gdzie pierwsza grupa cyfr to zewnętrzna średnica opony, a druga grupa to zewnętrzna szerokość. Spotyka się też oznaczenia calowe w postaci A × B × C, gdzie pierwsza grupa cyfr to zewnętrza średnica opony, kolejna grupa to wysokość opony, a ostatnia grupa to jej szerokość.
Stosuje się też oznaczenia francuskie w milimetrach według formatu CCC × CCL, gdzie pierwsze trzy cyfry to zewnętrzna średnica, kolejne dwie cyfry to zewnętrzna szerokość, a litera jest dodatkowym oznaczeniem umownym.
Należy zwrócić uwagę, że calowe i francuskie oznaczenia podawane są dla zewnętrznej średnicy opony. Nie koresponduje to ze średnicą obręczy (felgi). Oznaczenia ETRTO podawane są dla wewnętrznej średnicy, co gwarantuje właściwe dobranie opony i obręczy.
Tabela rozmiarów opon i długości obwodu koła
| Rozmiar opony    | Rozmiar ISO | Obwód w mm. |
| ---------------- | ----------- | ----------- |
| 28 × 2.35        | 60-622      | 2340        |
| 28 × 2.0         | 50-622      | 2284        |
| 28 × 1.75        | 47-622      | 2268        |
| 700 × 44         | 44-622      | 2224        |
| 28 × 1 1/2       | 40-635      | 2265        |
| 28 × 1.5         | 40-622      | 2224        |
| 700 × 40C        | 40-622      | 2224        |
| 700 × 38C        |             | 2170        |
| 700 × 38         | 38-622      | 2180        |
| 700 × 35C        | 37-622      | 2205        |
| × 1 5/8          | 37-622      | 2205        |
| 700 × 35         | 35-622      | 2168        |
| 27 × 1 1/4       | 32-630      | 2199        |
| 700 × 32C        | 32-622      | 2174        |
| 700 × 32         | 32-622      | 2155        |
| 27 × 1 1/4       | 32-630      | 2199        |
| 27 × 1 1/4 fifty | 28-630      | 2174        |
| 700 × 28C        | 28-622      | 2149        |
| 26 × 2.35        | 60-559      | 2146        |
| 700 × 28         | 28-622      | 2136        |
| 700 × 25C        | 25-622      | 2146        |
| 700 × 25         | 25-622      | 2105        |
| 700 × 23C        | 23-622      | 2133        |
| 700 × 20C        | 20-622      | 2114        |
| 700 × 18C        | 18-622      | 2102        |
| 27 × 1 3/8       | 35-630      | 2169        |
| 27 × 1 1/4       | 32-630      | 2161        |
| 27 × 1 1/8       | 28-630      | 2155        |
| 27 × 1           | 25-630      | 2145        |
| 26 × 2.125       | 57-559      | 2133        |
| 26 × 2.00        | 54-559      | 2114        |
| 26 × 1 3/8       | 37-590      | 2105        |
| 700 × 23         | 23-622      | 2097        |
| 26 × 1.9         | 50-559      | 2089        |
| 700 × 20         | 20-622      | 2086        |
| 26 × 2.125       | 57-559      | 2133        |
| 26 × 2.0         | 54-559      | 2114        |
| 26 × 1.75        | 47-559      | 2070        |
| 26 × 1 3/8       | 35-590      | 2068        |
| 26 × 1 3/8       | 37-590      | 2105        |
| 26 × 1.9         | 47-559      | 2055        |
| 26 × 1.9         | 50-559      | 2089        |
| 26 × 1.6         | 44-559      | 2051        |
| 26 × 1.5         | 40-559      | 2026        |
| 26 × 1.0         | 23-571      | 1973        |
| 26 × 3/4         | 20-571      | 1954        |
| 26 × 1.25        | 32-559      | 1953        |
| 26 × 1/650C      | 25-571      | 1952        |
| 24 × 1 3/8       | 34-540      | 1948        |
| 24               |             | 1916        |
| 24 × 2.0         | 50-507      | 1910        |
| 24 × 1.75        | 47-507      | 1907        |
| 24 × 1           | 25-520      | 1753        |
| 20 × 1 1/4       | 28-451      | 1618        |
| 20 × 2.0         | 50-406      | 1593        |
| 20 × 1.75        | 47-406      | 1590        |
| 17 × 1 1/4       | 28-369      | 1325        |
| 16 × 1 3/8       | 35-349      | 1282        |
| 16 × 1.75        | 47-305      | 1272        |